# Іслам у Казахстані
Іслам є найбільшою релігією в Казахстані, близько 74 % населення є мусульманами. Казахи здебільшого є сунітами Ханафітської школи, також є невелика кількість шиїтів. Іслам прийшов на територію Казахстану через арабів у 8 столітті. Казахстан є найпівнічнішою мусульманською країною та найбільшою за площею.
Релігійні практики в Казахстані є поміркованими, і прояви релігійності, такі як носіння хустки чи щоденне відвідування мечетей, є рідкісними. З 2007 по 2012 рік кількість мусульман зросла з 79 % до 93 %, але частка тих, хто молиться щодня та відвідує мечеті, знизилася. У 2019 році в країні налічувалося 2500 мечетей, що значно більше, ніж до розпаду Радянського Союзу.

## Історія
Іслам почав поширюватися на території сучасного Казахстану в 8 столітті, коли арабські війська, що просувалися в напрямку Середньої Азії, досягли південних кордонів Казахстану. Це було частиною більш широкого процесу арабських завоювань, які охоплювали великі території на сході. Зокрема, після завоювання Хорасану та Середньої Азії арабські проповідники, торговці та вчені почали поширювати іслам серед місцевих народів.
На початку іслам поширювався повільно, головно в торгових містах і серед міського населення, а також через існуючі караванні шляхи, якими проходили торговці з арабських країн. Різні племена казахів поступово приймали іслам, але процес цього прийняття був поступовим і тривав кілька століть.
Проте, важливо зазначити, що хоча іслам став домінуючою релігією на більшій частині території Казахстану, релігійні практики залишалися часто поміркованими. Лише в період з 16 до 18 століття іслам став ще глибше інтегрованим у повсякденне життя казахів, зокрема через більш тісні контакти з сусідніми мусульманськими державами, такими як Хівинське ханство.
Таким чином, іслам став частиною культурної та релігійної ідентичності Казахстану, але через свою поступовість та поміркованість він не став надмірно домінуючим фактором у релігійному житті, порівняно з іншими мусульманськими країнами.

## Іслам в сучасному Казахстані
Іслам у сучасному Казахстані є домінуючою релігією, яку сповідує близько 74 % населення. Більшість казахів є мусульманами-сунітами Ханафітської школи, хоча також є невелика кількість шиїтів, особливо серед представників інших етнічних груп, таких як узбеки та таджики. Сучасний Казахстан — світська держава, що гарантує свободу віросповідання, однак в країні існує певна релігійна поміркованість, і релігійні практики не є настільки виразними, як в інших мусульманських країнах.
У пострадянський період, після здобуття незалежності в 1991 році, іслам пережив відродження. Кількість мечетей в країні різко зросла, зокрема у 2019 році їх було вже понад 2500, що значно більше, ніж за часів СРСР. Молодь, особливо в містах, все частіше відвідує мечеті, однак загальна релігійна активність залишається низькою порівняно з іншими мусульманськими країнами.
Іслам у Казахстані в основному практикується помірковано. Повсякденне виконання релігійних обрядів, таких як п'ятничні молитви або пост у Рамадан, не є обов'язковим для більшості людей. Утім, ісламська культура і традиції мають велике значення в казахському суспільстві, і більшість казахів ідентифікують себе з мусульманською спадщиною.